# 石黒寛です。みんな元気か!
石黒寛です。みんな元気か!（いしぐろひろしですみんなげんきか）は、東海ラジオ放送ので約2年半の間放送されていたラジオ番組である。

## 概要
中高生が抱く学校・勉強・教師など多種多様な悩みに、石黒寛が本音で答えるのが持ち味の番組であった。リスナー同士で励まし、悩みに答えることも少なくなかった。1998年7月からは手塚ちはるも加わり、女性目線からのアドバイスも増えた。

## パーソナリティ
- 石黒寛
- 手塚ちはる - 1998年7月6日放送から参加

## 放送時間
- 番組末期は月曜24:30-25:00

| スタブアイコン | サブスタブ | この項目は、まだ閲覧者の調べものの参照としては役立たない、ラジオ番組に関連した書きかけの項目です。この項目を加筆・訂正などしてくださる協力者を求めています（P:ラジオ/PJ:放送番組）。 |